# Фаетано
Фаетано (італ. Faetano) — одне з дев'яти міст-комун у Сан-Марино, яке має в своєму складі 4 приходи.
Населення на 2006 становило 1132 людини. Площа — 7,75 км². Межує з комунами Монтеджардіно, Фйорентіно, Борго-Маджоре і Доманьяно, а також із італійськими муніципалітетами Коріано, Монтескудо і Сассофельтріо.

## Історія
Місто добровільно приєдналося до Сан-Марино у 1463 році.
| Сан-Марино | Це незавершена стаття з географії Сан-Марино. Ви можете допомогти проєкту, виправивши або дописавши її. |